# Pietro Taucher
Pietro Taucher (Padova, 8 gennaio 1967) è un pianista italiano, attivo nel campo del blues e soul fin dai primi anni ottanta.

## Carriera
Ha studiato pianoforte classico con Luciano Basso dal quale ha anche imparato ad amare l'organo Hammond.
Nel 1983 collabora con un gruppo teatrale di Padova, il Teatro Popolare di Ricerca Centro Universitario Teatrale, assieme al gruppo Stabat Mater con i quali scrive la colonna sonora dell'opera "IL CERCHIO DI GESSO" da Li Hing-Tao. Nel 1985 entra nella band di Charlie Bianco (nome d'arte di Giancarlo Pica, cantante dell'etichetta Durium) con il quale suona in moltissimi club e nightclub italiani ed europei facendosi un'ardua gavetta con delle esibizioni che duravano più di 4/5 ore a notte. La particolarità della band era l'utilizzo del computer sul palco, cosa non comune all'epoca, era infatti uno dei primi tastieristi ad usare il comupter Yamaha CX5M collegato via MIDI ad una batteria elettronica Yamaha RX-5 e al rivoluzionario (per quei tempi) Yamaha DX7.  Nel 1986 passa con Antonio Rossetti proveniente da I Romans ma nel 1987 li abbandona per svolgere il servizio militare nella Brigata Julia.
Tornato dal servizio militare entra a far parte di "Rock e i Suoi Fratelli" una band ironico-demenziale capeggiata da due attori Roberto Citran e Vasco Mirandola. Dopo alcuni Festival tra i quali Bologna Sogna entrano in Rai nelle trasmissioni "Fate il Vostro Gioco" e "Chi C'è C'è" condotte da un giovanissimo Fabio Fazio e con Elvire Audray Francesco Paolantoni Sergio Mancinelli Pierfrancesco Poggi, Daniele Luttazzi fino al 1990. In quella band militavano anche Emanuele Brignola, poi bassista storico di Daniele Silvestri e il grande Stefano Cavallo alla batteria scomparso nel 2010. Nel 1990 Pietro collabora con un quintetto blues, i B-Five, con i quali gira tutto il Veneto nei blues-club e in alcuni Festival. Nello stesso anno mette piede in Giamaica e sviluppa il suo amore per il reggae (incominciato durante il concerto di Bob Marley a Milano nel 1980). In Jamaica acquista un terreno sulla West End Road nella contea di Westmoreland e comincia a suonare con artisti locali in una band chiamata Indika accompagnando al DeBuss (storico locale di Negril sulla spiaggia) artisti come Black Uhuru, Yellowman ed altri meno noti. Nel 1987 forma il duo "Touch" con la cantante newyorkese Suzanne K. Scott. Il duo riscuote un ottimo successo nell'allora poco noto circuito Neo Soul in Italia. Il disco "In & Out" rimasto ancora inedito è testimonianza di un lavoro molto particolare che avrebbe potuto essere sfruttato meglio, se ben prodotto. La prematura scomparsa della cantante ha tristemente chiuso questo progetto. Nel 2001 Pietro entra nei Wiseguy's la band capitanata dalla cantante di Saginaw Sharrie Williams con la quale registrerà 4 CD e un DVD Live:
- 2004 Hard Drivin' Woman (CrossCut Records),
- 2007 Live at Bay-Car Blues Festival (CrossCut Records), + DVD
- 2007 I'm Here To Stay (Electro-Fi Records)
- 2011 Out of The Dark (Electro-Fi Records).

Tornato dagli USA nel 2008 inizia la stabile collaborazione con il suo concittadino Enrico Crivellaro chitarrista di fama mondiale ed ambasciatore italiano del blues con il quale registra 2 CD: "Mojo Zone" e "Freewheelin'" ancora per l'etichetta canadese Electro-Fi Records. Da allora collabora con moltissimi artisti nel campo Blue e Soul e recentemente, nel 2015, ha intrapreso anche una collaborazione con il gruppo italo-senegalese Cafe Touba. Pietro Taucher ha all'attivo innumerevoli collaborazioni live con i più grandi artisti USA e compare in più di 50 CD come session man. È stato votato nel 2003 come 3° migliore organista italiano nella speciale classifica a voti del portale Blues&Blues. Pietro Taucher oltre che musicista è docente di comunicazione digitale, webmaster e consulente d'immagine per aziende e ha lavorato tra gli altri con Patrizia Pepe, Com.Records, Calibro12 (by Elisabetta Canalis), Divani & Divani.

## Festivals
- Chicago Blues Festival(US) 2005
- Sziget Festival, Budapest(Hungaria) 2006
- North Sea Jazz Festival, Rotterdam (The Netherlands) 2008
- Montremblant Festival (Canada) 2002, 2005
- Dodgeville Blues Festival, Dodgeville WI, USA 2004
- Blues ‘n’ Jazz Rally, Luxemburg 2002, 2007
- Jazz in the Wild (Kenya) 2013
- Riverwalk Blues Festival, Ft. (USA) 2005
- Lauderdale (FL, USA) 2005
- Mississippi Valley Blues Festival, Davenport (Iowa, USA) 2005
- North Atlantic Blues Fest, Rockland (Maine, USA) 2006
- Dodgeville Blues Festival, Dodgeville (WI, USA) 2005
- WC Handy Blues Festival (Henderson KY, USA) 2006
- Springing The Blues Festival, Jacksonville (Florida,US) 2007
- The Roadhouse Blues Club Moscow (Russia) 2006
- Crossroads Blues Circle's annual Blues-A-Rama Festival, Vejle (Denmark) 2003
- Pocono Blues Festival, Big Boulder Lake (NY,USA) 2001
- Blues Masters at the Crossroads, Salina (KS, USA) 2004
- DC Blues Society Festival, Washington DC (USA) 2005
- Riverside Festival, Nottingham (United Kingdom) 2006
- Great British Rhythm & Blues Fest, Colne (United Kingdom) 2007
- Jamaica Roots & Blues Festival(Mo Bay, Jamaica) 1998
- Cognac Blues Passion, Cognac (France) 2005
- Aamal Blues Fest, Aamal(Sweden) 2004
- Purgeraj Hammond festival, Zagreb(Croatia) 2005
- Most Blues(Czech Republic) 2006
- Ryazan Jazz & Blues Festival (Russian Fereration) 2006
- Blues & Jazz Festival (Slovakia) 2007
- Bologna Sogna (Italy) 1988

## Discografia

### Solista
- Touch (1998)
- Bluesboyrules (2001)
- Tuscany Lounge (2003)
- Plastik (2007)
- Blues'n'Keys (digital download)

### Altri
- "Self Titled"- Noi Ragazzi Di Scuola (1979)
- "Il Cerchio Di Gesso"- Stabat Mater (1981)
- "Don Quichotte"-(1987) soundtrack
- Somebody Told Me-Suzi K. Shore (1998)
- Chicken Gumbo-Bill Gregory(1999)
- Toot-Loh-Doon-Faruyè-Vince Vallicelli(2000)
- Hard Drivin' Woman - Sharrie Williams & The Wiseguys(2004)
- "SophistiKate"- Kate (2005)
- "SophistiKate II"- Kate (2006)
- Live At Bay Car - Sharrie Williams (2007)
- Live At Bay Car - Sharrie Williams (2007) DVD
- I'm Here To Stay - Sharrie Williams (2007)
- "A rockwalk through the TOTO years"- King of Balance (2008)
- "Mojo Zone: The Blues Guitar of Enrico Crivellaro" (2009)
- Freewheelin'" Enrico Crivellaro (2012)